# Colonia
Colonia je hrvatski glazbeni pop/dance sastav. Osnovan je 1996. godine u Vinkovcima.

## Povijest sastava
Sastav je nastao kao plod suradnje Borisa Đurđevića i Tomislava Jelića, radijskih voditelja i producenata, te Indire Levak, koja im je pjevala vokale pri snimanju reklama i džinglova. Ime Colonia potječe od rimskog naziva za Vinkovce, grad u kojem su odrasli Boris i Tomislav. Za dance glazbu su se opredijelili zato što su Boris i Tomislav radili kao DJ-evi po klubovima. 
Prvi album Vatra i led na kojem se nalazi hit pjesma "Sve oko mene je grijeh" izdaju 1997. i prodan je u preko 40.000 primjeraka. Dvije godine nakon izdaju drugi album Ritam ljubavi koji je prodan u preko 42.000 primjeraka.
Samo godinu dana nakon izbacuju treći album Jača nego ikad koji je prodan u više od 60.000 primjeraka i nagrađen dijamantnom certifikacijom. 2001. godine izlazi njihov najuspješniji i najprodavaniji album Milijun milja od nigdje na kojem se nalaze uspješnice "Za tvoje snene oči" i "Svijet voli pobjednike". Prodan je u preko 60.000 primjeraka u Hrvatskoj te je grupi uručena dijamantna certifikacija. Album je također zabilježio uspjehe i izvan granica Hrvatske te je prodan u preko 350.000 primjeraka.
Nastavljaju nizati uspjehe s sljedeća dva albuma Izgubljeni svijet i Dolazi oluja te za njih dobivaju platinastu i zlatnu certifikaciju.
2005. godine, nakon izdavanja kompilacije Gold edition s njihovim najuspješnijim pjesmama, ističe im ugovor s diskografskom kućom Croatia Records te potpisuju za Menart i izbacuju album Najbolje od svega. 
Osmi studijski album Do kraja izdaju 2006. godine. 
2008. godine izbacuju album Pod sretnom zvijezdom za čiju im je prodaju u Hrvatskoj dodijeljena zlatna ploča. Dvije godine kasnije izdaju deseti studijski album X. 
Uslijedili su albumi Tvrđava (2013.) i Feniks (2015.)
Suradnica na snimanju spotova bila je Aida Badić, bivša hrvatska gimnastičarka, danas gimnastička trenerica, koreografkinja i suditeljica.
Tomislav je napustio Coloniu 2014. godine, a tri godine kasnije i Indira, te u Coloniu dolazi nova pjevačica Ivana Lovrić.
Prvi album s novom pjevačicom izdan je 2018. godine pod nazivom Nova era.
S Ivanom je grupa Colonia nastupila na festivalu Dora 2020. godine s pjesmom Zidina.

## Indira Levak
Indira Levak bila je prva vokalistica sastava i obrazovani glazbenik.
Rođena je 15. rujna 1973. godine u Županji, od oca Franje i majke Ismete. Završila je glazbenu školu "Srećko Albini" u Županji. U dvanaestoj godini postaje član županijskog orkestra limene glazbe, gdje punih 13 godina svira klarinet. U osmom razredu osnovne škole osniva sastav s četiri kolegice – "Zauvijek mladi". U jesen 1993. godine zapošljava se u Županijskom uredu za opću upravu, a 1995. godine na poziv Borisa i Tomislava postaje vokal sastava. Coloniju napušta 2017. godine zbog neslaganja u sastavu te započinje solo karijeru.

## Boris Đurđević
Boris Đurđević autor je glazbe i tekstova na svim albumima, a zajedno s Tomislavom i aranžmana.
Rođen je 15. ožujka 1973. godine u Vinkovcima. Prvi sastav osnovao je s društvom iz škole. Uz pomoć računala i klavijatura skladao je svoje prve pjesme. Krajem osamdesetih i početkom devedesetih godina, sa svoja dva najbolja prijatelja osniva novu grupu, ali ubrzo se razilaze.
Krajem 1993. godine počinje raditi na VFM radiju i kao DJ i producent. Zahvaljujući tom poslu, upoznaje Indiru i Tomislava. U studiju CBS snima svoj prvi single "Nek vatre gore sve" koji se počinje vrtiti po svim radio stanicama i dovodi ga do sklapanja ugovora s diskografskom kućom Crno Bijeli Svijet. 

## Ivana Lovrić
Ivana Lovrić rođena je 14. siječnja 1992. godine u Splitu. Pjevačica grupe postaje 2017.
Obrazovana je glazbenica, a školovala se u glazbenoj školi ˝Krsto Odak˝ – Drniš. U Zagreb dolazi živjeti i studirati 2010. godine. Profesionalnu glazbenu karijeru započela je 2012. godine kada je snimila duet s Lukom Nižetićem, a nakon toga u suradnji s poznatim hrvatskim tekstopiscem Fayom Buljubašićem osniva svoj prvi band. Trenutno je glavni vokal u bendu Colonia.
Završila je Tehničko veleučilište u Zagrebu te ima zvanje inženjerka elektrotehnike.

## Diskografija

### Studijski albumi
- Vatra i led (1997.)[8]
- Ritam ljubavi (1999.)[9]
- Jača nego ikad (2000.)
- Milijun milja od nigdje (2001.)
- Izgubljeni svijet (2002.)
- Dolazi oluja (2003.)
- Najbolje od svega (2005.)
- Do kraja (2006.)
- Pod sretnom zvijezdom (2008.)
- X (2010.)
- Tvrđava (2013.)
- Feniks (2015.)
- Nova era (2018.)[10]

### Kompilacijski albumi
1. The best of volume 1, (Croatia Records, 2001.)
2. Gold edition, (Croatia Records / Colonia production, 2005.)
3. Retroactive Early Years, (Menart Records, 2010.)
4. The best of collection, (Croatia Records, 2014.)

### EP
1. Oduzimaš mi dah, (maxi) (Croatia Records, 2002.)
2. Svjetla grada, (maxi) (Croatia Records, 2002.)
3. Običan dan, (maxi) (Croatia Records / Colonia production, 2004.)
4. Mirno more, (promo) (Menart Records, 2008.)
5. Avantura zove me, (promo) (Menart Records, 2008.)
6. Lažu oči moje, (promo) (Menart Records, 2009.)

## Vanjske poveznice
Colonia – Službene stranice